# اودرن زوم
اودرن زوم (انگلیسی: Udren Zom) کوهی در رشته‌کوه هندوکش و در کشور پاکستان است. قله آن دارای ارتفاع ۷۱۴۰ متر (۲۳۴۲۵ پا) و برجستگی توپوگرافی ۱۶۲۰ متر (۵۳۱۵ پا) است.  این قله یکی از بلندترین قله‌های جهان است که جدای از رشته‌کوه‌های هیمالیا و قره‌قروم واقع شده است. اودرن زوم در استان خیبر پختونخوای پاکستان واقع شده است.